# Dejan Bodiroga
Dejan Bodiroga (cyr. Дејан Бодирога; ur. 2 marca 1973 w Zrenjaninie) – serbski koszykarz, występujący na pozycjach niskiego skrzydłowego i silnego skrzydłowego. Występował w kadrze Jugosławii oraz Serbii.
Dla narodowej kadry wywalczył trzykrotnie mistrzostwo Europy (1995, 1997 i 2001), a raz brązowy medal – w 1999. Ponadto dwukrotnie został mistrzem Świata (1998 i 2002) i raz wicemistrzem olimpijskim (w Atlancie w 1996).
Występował w takich klubach jak KK Zadar, Pallacanestro Triest, Olimpia Mediolan, Real Madryt, FC Barcelona, Panathinaikos Ateny i Lottomatica Rzym.
Zdobywca 13 różnych pucharów, z czego trzy trofea otrzymał za wygranie najwyższych europejskich klubowych rozgrywek – Euroligi (w 2000, 2002 i 2003 roku). Ponadto otrzymał kilkanaście indywidualnych nagród – m.in. MVP (najbardziej wartościowy zawodnik) na mistrzostwach świata w 1998 roku, kiedy reprezentacja Jugosławii zdobyła złoty medal.
Swoją karierę zakończył w 2007 - ostatni oficjalny mecz rozegrał 7 czerwca. Został potem dyrektorem generalnym w Lottomatice Rzym. Z funkcji tej zrezygnował w czerwcu 2009.

## Kariera klubowa

### Gra w Jugosławii
Dejan pierwszą styczność z koszykówką miał w wieku 13 lat, trenując w szkolnej sekcji koszykówki Proleter Zrenjanin w swoim rodzinnym mieście. Dwa lata później, kiedy urósł do 205 cm, został włączony do pierwszej drużyny. Od tamtej pory wzrost zawodnika był stały (mimo że wiele źródeł podawało inaczej.) Pierwszym szkoleniowcem Proletera był Miodrag Nikolić – w latach 60. reprezentant Jugosławii. Dwa lata później inny znany koszykarz - Krešimir Ćosić - dostrzegł talent Bodirogi i namówił jego rodziców, aby ich syn przeprowadził się do Zadaru.
W czerwcu 2007 Bodiroga, pytany o początkach swojej kariery, powiedział:
O Krešimirze Ćosiciu, moim mentorze, mogę rozmawiać dwa dni bez przerwy. On wyprzedzał czasy o pięć lat. Niewiele jest takich osób, które z takim poświęceniem ufają 16-17-latkom. On zaufał mi, Vlade Divacovi, Dino Rađi, Toniemu Kukočowi, Žarko Paspaljovi i Aleksandrowi Đorđeviciowi. To on dał podwaliny pod wielką bałkańską koszykówkę
(dosł. „O Kreši Ćosiću, mom sledećem treneru i košarkaškom mentoru mogao bih da pričam dva dana. Kada pomislim na njega, prvo mi je u glavi da je bio pet godina ispred svog vremena. Malo je ljudi koji su smeli i hteli da urade ono što je Ćosić, da klince sa 16 ili 17 godina, kao što su Divac, Rađa, Kukoč, Paspalj i Đorđević, ubaci u reprezentaciju Jugoslavije”)
Latem 1990, za namową Ćosicia, 17-letni Dejan wyjechał nad Morze Adriatyckie. Zdobył 36 punktów w meczu przeciw Jugoplastice Split. Zadziwieni Toni Kukoč (późniejszy wicemistrz olimpijski z Chorwacją i mistrz NBA z Chicago Bulls) i Dino Rađa przyszli do szatni KK Zadar, aby pogratulować Bodirodze za występ. Od tamtej pory kariera 17-latka zaczęła się rozwijać, mimo że w wyniku konfliktu pomiędzy Serbami i Chorwatami Dejan musiał opuścić Zadar już po dwóch dniach.

### Kariera za granicą

#### Pallacanestro Triest
W 1992 o pozyskanie 19-latka przystąpiły kluby: AEK Ateny, gdzie trenerem był Ćosić, i Olympiakos Pireus (który oferował 600 tys. dolarów), ale Bodiroga nie zagrał w żadnym z nich – powodem był aneks do umowy, zgodnie z którym Serb miał przyjąć greckie obywatelstwo. Latem 1992 Bodiroga podpisał umowę z Pallacanestro Triest, gdzie trenerem był Czarnogórzec Bogdan Tanjević, a zawodnikami Gregor Fučka i Dino Meneghin. W Trieście Serb szybko stał się liderem – w sezonie zasadniczym rzucał w 30 meczach średnio 21,3 pkt., co znacznie wpłynęło na awans zespołu do play-off. Jednak już w I rundzie zespół Bodirogi odpadł z Pallacanestro Cantu.
W następnym sezonie Bodiroga z Pallacanestro dotarł do półfinału, gdzie przegrali z Scavolini Pesaro (grał tam Carlton Myers). W Pucharze Koracza zespół Bodirogi dotarł do finału, gdzie przegrali w dwumeczu 66:75 i 91:100 PAOK Saloniki – w składzie m.in. Zoran Savić. Bodiroga w finale rzucał po 6 i 24 pkt., a w całych rozgrywkach śr. 18,5 pkt. Po tym sezonie firma Stefanel, dotychczasowy sponsor klubu z Triestu, zdecydowała się przenieść do Mediolanu, inwestując w Olimpię Mediolan (późniejsze Adecco). W ślad za nim do Lombardii poszedł i Bodiroga, a także m.in. Fučka i trener Tanjević.

#### Olimpia Milano
W swoim pierwszym sezonie w Mediolanie Bodiroga, podobnie jak w Trieście, awansował do finału Pucharu Koracia, gdzie przegrał z Albą Berlin (87:87 i 79:85 – w finale rzucał 17 i 13 pkt, a w całych rozgrywkach śr. 18,3 pkt.). Trenerem berlińczyków był Svetislav Pešić, z którym Bodiroga później spotkał się w reprezentacji Jugosławii i Barcelonie. Podobny scenariusz miał miejsce w lidze – zespół Bodirogi przegrał w finale. Mistrzostwo Włoch zdobył Virtus Bolonia z innym Serbem w składzie, Predragiem Daniloviciem.
Po tym sezonie Bodiroga trafił do reprezentacji kraju, która w 1995 wywalczyła mistrzostwo Europy. Oprócz Bodirogi w składzie byli Vlade Divac, Željko Rebrača, Saša Obradović, Aleksandar Đorđević, Žarko Paspalj, Danilović i Savić. Jugosłowianie awansowali do finału - ich rywalami była Litwa, o której sile decydowali: Saulius Štombergas, Arvydas Sabonis, Rimas Kurtinaitis, Darius Lukminas, Šarūnas Marčiulionis, Gintaras Einikis i Artūras Karnišovas. W końcówce meczu, Litwini nie zgodzili się z decyzją sędziów i w ramach protestu zeszli z boiska. Koszykarze Jugosławii nakłonili ich do wznowienia gry i Jugosłowianie wygrali 96:90 (41 pkt. rzucił Đorđević, Marciulonis - 32, a Bodiroga - 12.)
Po tych mistrzostwach Bodiroga został wybrany w drafcie NBA. Z numerem 51 miał trafić do Sacramento Kings, ale 22-letni wówczas koszykarz zdecydował się pozostać w Europie (rok później Królowie wybrali w drafcie innego jego rodaka – Peji Stojakovicia).
Po rezygnacji z oferty Sacramento Kings Bodiroga zdobył trofeum klubowe, wygrywając w półfinale z Virtusem Bolonia (bez Danilovicia w składzie, który odszedł latem do Miami Heat), a w finale z Fortitudo Bolonia (gdzie grali Đorđević, Myers oraz Alessandro Frosini). Ponadto Bodiroga w 32 meczach rzucał średnio 23,3 pkt. Nie udało się jednak zdobyć mu Pucharu Koracia, po raz trzeci z rzędu przegrywając w finale - puchar zdobył Turecki Efes Pilsen Stambuł (68:76 i 77:70; Dejan rzucał w finale po 19 i 14 pkt., a w sumie w rozgrywkach 17,6)

#### Real Madryt
Po igrzyskach podpisał warty milion dolarów kontrakt z hiszpańskim Realem Madryt, gdzie trenerem był szkoleniowiec z reprezentacji Željko Obradović, a zawodnikami m.in. Joe Arlauckas, Alberto Herreros i Michaił Michajłow. Mimo takiego składu zespół przegrał w finale z FC Barceloną, która zdobyła mistrzostwo Hiszpanii. Aleksandar Đorđević, Jerrod Mustaf (który później przeszedł do Prokomu Trefla Sopot) i Artūras Karnišovas wygrali po pięciu meczach 3:2. Real z Bodirogą w składzie zdobył Puchar Europy, wygrywając w finale z Scaligera Werona 78:64 – Bodiroga rzucił 17 pkt. Wcześniej - w ćwierćfinale - Serb dwukrotnie zagrał ze Śląskiem Wrocław – w obu spotkaniach lepszy był Real (112:66 i 93:91), a Serb rzucił 17 i 15 pkt. W całych rozgrywkach natomiast rzucał średnio 20,2 pkt, zbierał 6,2 piłek i miał 2,9 asysty.
Drugi sezon w Realu był gorszy od porzpedniego; Mimo że po rundzie zasadniczej Bodiroga został uznany w Hiszpanii najwartościowszym zawodnikiem – MVP, Real Madryt odpadł w półfinale mistrzostw Hiszpanii, a w Pucharze Saporty jeszcze przed ćwierćfinałowymi rozgrywkami kwalifikacyjnymi – tutaj notował 15,8 pkt, 5,8 zbiórek i 2,3 asysty.

#### Panathinaikos Ateny
Tego samego lata przeniósł się do greckiego Panathinaikosu Ateny, gdzie kontrakt podpisali Dino Rađa i Frangiskos Alwertis oraz trener Slobodan Subotić. To pozwoliło Koniczynkom zdobyć mistrzostwo kraju po 14 latach przerwy. W Eurolidze przegrali w 1/16 finału przez PAF Bolonia – Bodiroga rzucał średnio 20,2 pkt, zbierał 4,6 piłek i miał 3,6 asyst na mecz.
Brak sukcesu w europejskich pucharach spowodował, że z zespołu odeszli Rađa i Subotić, a na ich miejsce przyszli znajomi Bodirogi – reprezentancyjny kolega Rebrača i trener tejże kadry Obradović. Panathinaikos dzięki temu ponownie zdobył mistrzostwo kraju, a w finale Euroligi pokonał Maccabi Tel Awiw. W całych rozgrywkach Serb rzucał średnio 17,2 pkt, zbierał 4,9 piłek i miał 3,4 asysty na mecz.
Rok później Bodiroga wraz z PAO sięgnął po raz dwudziesty trzeci (a po raz czwarty z rzędu) po mistrzostwo Grecji. W europejskich pucharach, wtedy Suprolidze koszykarze z Aten awansowali do finału. Przegrali tam 67:81 z Maccabi. Bodiroga w finale rzucił 27 pkt. i miał 8 zbiórek. W całych rozgrywkach Serb notował średnio 17,8 pkt. na mecz.
W następnym sezonie w finale Euroligi Panathinaikos pokonał włoski Virtus Bolonia 89:83. Najlepszym zawodnikiem spotkania uznano właśnie Bodirogę, którego także wytypowano do najlepszej piątki rozgrywek, a wcześniej wybrano na najlepszego zawodnika fazy TOP 16. W finale Serb rzucił 21 pkt. Po meczu mówił: "To był nasz trzeci finał w trzecim sezonie i nasz drugi puchar. To znaczy, że jesteśmy najlepszą drużyną w Europie. Dzięki Bogu, że zrobiliśmy to". Jego kolega z drużyny - İbrahim Kutluay, zdobywca 22 pkt. - po meczu doceniał Dejana mówiąc: "Dejan również zrobił dla nas sporo. To gwiazda umiejące grać w krytycznych momentach" (dosł. "Dejan Bodiroga also did great job for us. The star players are there to play those critical moments".). W całych rozgrywkach pucharowych Bodiroga rzucał średnio 20 pkt.

#### FC Barcelona
Po mistrzostwach Bodiroga przeszedł do Barcelony. Tam wraz z koszykarzami takimi jak Šarūnas Jasikevičius, Gregor Fučka i Juan Carlos Navarro i z trenerem Svetislavem Pešiciem Bodiroga w trzy lata zdobył dwukrotnie mistrzostwo Hiszpanii, a raz wygrał rozgrywki Euroligi. W finale rozgrywanym właśnie w Barcelonie gospodarze pokonali 76:65 Benetton Treviso. Serb po raz drugi został uznany najwartościowszym zawodnikiem finałów – zdobył tym razem 20 pkt i miał 8 zbiórek. W całych rozgrywkach rzucał przeciętnie 16,1 pkt. na mecz. Po meczu mówił: "Jestem dumny, że Barcelona spełniła wysokie oczekiwania".

#### Lottomatica Rzym

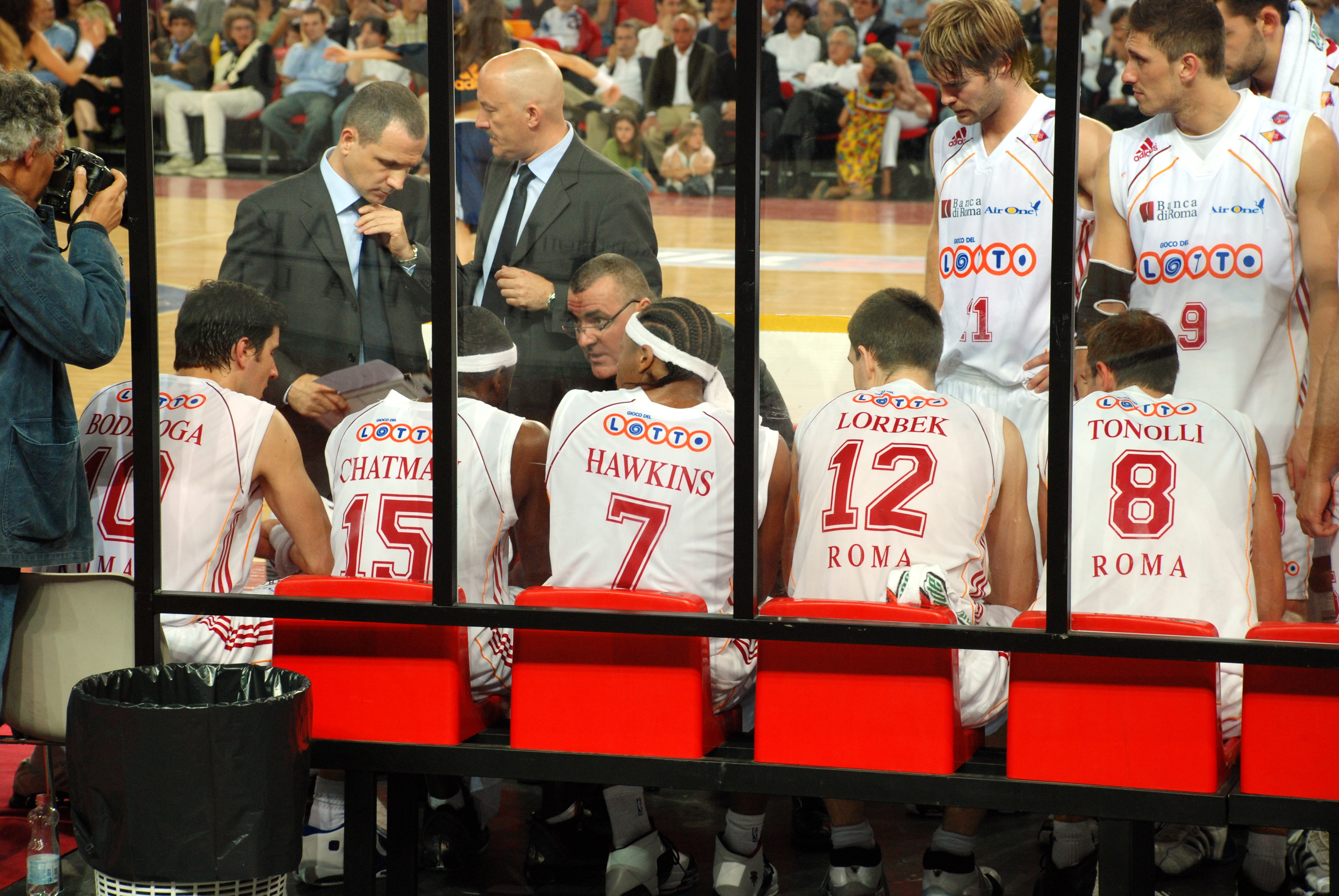
Bodiroga (siedzi pierwszy z lewej) za czasów gry w Lottomatice Rzym

W sezonie 2005/2006 Bodiroga wrócił do ligi włoskiej. Zaangażował go Virtus Roma, gdzie trenerem został Pešić. Jego zespół odpadł w ćwierćfinale Pucharu ULEB z Hapoelem Jeruzalem, natomiast w finale pucharu kraju przegrał z Carpisa Napoli 83:85 (zespół z Neapolu prowadził Pierro Bucchi, a w Carpisie grał Lynn Greer – rzucił 22 pkt, Bodiroga – 17). W lidze Virtus zajął szóste miejsce, Bodiroga rzucał w tym roku średnio 15,7 pkt.
Sezon 2006/2007 był ostatnim w karierze Dejana Bodirogi. W pierwszej rundzie play-offów jego drużyna pokonała zespół z Neapolu 3:1. W półfinale zespół z Rzymu odpadł z późniejszym mistrzem kraju – Montepaschi Siena, przegrywając 1:3. Porażka w czwartym spotkaniu 49:70 8 czerwca 2007 roku była ostatnim oficjalnym spotkaniem Bodirogi w jego długoletniej karierze.
Później w rzymskim klubie objął funkcję dyrektora generalnego.

## Kariera Reprezentacja
Bodiroga w seniorskiej kadrze Jugosławii debiutował w 1991 w pierwszej rundzie igrzyska krajów śródziemnomorskich.
Latem 1996 odbyły się igrzyska olimpijskie w Atlancie, na których Bodiroga wraz z Jugosławią zdobył srebrny medal, przegrywając w finale z USA (m.in. John Stockton, Shaquille O’Neal czy Charles Barkley). Statystyki Bodirogi: 10 pkt, 3,1 zbiórki i 2,3 asysty na mecz.
Latem 1997 Bodiroga ponownie wystąpił na międzynarodowym turnieju - na mistrzostwach Europy w Hiszpanii. Jugosłowianie bronili tytułu zdobytego w 1995 w Grecji. Już w pierwszym meczu Bodiroga rzucił 16 pkt, a jego drużyna wygrała z Polską 104:76. Więcej punktów (22) Serb zdobył w meczu półfinałowym przeciwko reprezentacji Grecji – Jugosławia wygrała 88:80 i awansowała do finału, gdzie pokonała Włochów 61:49, zdobywając mistrzostwo Europy (z kolei w fazie grupowej Włosi wygrali z Jugosławią 69:74). W finale Bodiroga zdobył 14 pkt (najwięcej w drużynie), a w całym turnieju średnio 10 pkt i po 2,7 zbiórek oraz asyst.
Na mistrzostwach świata w Grecji w 1998 Jugosławia przegrała zaledwie jeden mecz (z Włochami 60:61), a Bodiroga wraz z kadrą zdobył złoty medal. Sam skrzydłowy zdobywał na tym turnieju 14,6 pkt i został uznany za MVP.
Bodiroga po raz kolejny pojechał z reprezentacją Jugosławii na mistrzostwa Europy w roku 1999 – tym razem Jugosłowianie wywalczyli brązowe medale, a Bodiroga statystyki były następujące: średnio 14,1 pkt, 6,2 zbiórki i 4,3 asysty na mecz.
W 2001 na eurobaskecie w Turcji Jugosławia zdobyła złoty medal, pokonując gospodarzy w finale 78:69. Bodiroga rzucił wtedy 18 pkt. Rok później w Stanach Zjednoczonych odbywały się mistrzostwa świata. Na turnieju Jugosławia pokonała w ćwierćfinale gospodarzy 81:78, w półfinale zwyciężyła z Nową Zelandią 89:78, a w finale wygrała z Argentyną 84:77. Bodiroga został wybrany MVP tego meczu. W całej imprezie rzucał 12,9 pkt. na mecz. Przeciwko Amerykanom rzucił 9 "oczek" i miał sześć zbiórek. W finale zdobył 27 pkt, zebrał sześć piłek i miał trzy asysty.
Bodiroga reprezentacyjną karierę zakończył przegranym meczem z Francją w Nowym Sadzie w 2005. W tym okresie w Belgradzie odbywały się Mistrzostwa Europy, a Serbia i Czarnogóra, aktualny dwukrotny z rzędu mistrz świata, będąc faworytem odpadła w ćwierćfinale. 20 września 2005 lepsi okazali się Francuzi, wygrywając 74:71. Bodiroga rzucił 10 pkt.

## Osiągnięcia
Na podstawie, o ile nie zaznaczono inaczej.

### Drużynowe
- Mistrz:
  - Euroligi (2000, 2002, 2003)
  - Włoch (1996)
  - Hiszpanii (2003, 2004)
  - Grecji (1999–2001)
- Wicemistrz:
  - Suproligi (2001)
  - Hiszpanii (1997)
- Brązowy medalista mistrzostw Hiszpanii (1998)
- Zdobywca:
  - pucharu:
    - Saporty (1997)
    - Włoch (1996)
    - Hiszpanii (2003)

  - Superpucharu Hiszpanii (2004)
- 2. miejsce w pucharze:
  - Koracia (1994, 1995, 1996)
  - Włoch (2006)
  - Grecji (2000, 2001)

### Indywidualne
- MVP:
  - sezonu:
    - hiszpańskiej ligi ACB (1998)
    - ligi greckiej (1999)

  - Final Four Euroligi (2002, 2003)
  - TOP 16 Euroligi (2002)
  - Pucharu Hiszpanii (2003)
  - Superpucharu Hiszpanii (2004)
  - finałów:
    - ligi ACB (2004)
    - ligi greckiej (1999, 2000)

  - meczu gwiazd ligi greckiej (2000)
- Jugosłowiański Sportowiec Roku (1998, 2002)
- Najlepszy jugosłowiański sportowiec według Jugosłowiańskiego Komitetu Olimpijskiego (1998, 2002)
- Zawodnik Roku All-Europe (2002)
- Wybrany do:
  - I składu Euroligi (2002, 2003, 2004)
  - I składu ACB (2004)
  - 50 Największych Osobowości w historii Euroligi
  - Euroleague 2001–10 All-Decade Team
- 3-krotnie powoływany do udziału w spotkaniach FIBA EuroStars (1997 – nie wystąpił, 1998, 1999)
- Lider:
  - strzelców:
    - finałów:
      - Euroligi (2003)
      - Suproligi (2001)

  - ligi greckiej w skuteczności rzutów za 2 punkty (64,2% – 2001)
  - całego sezonu ligi greckiej w asystach (2000)
- Uczestnik meczu gwiazd:
  - Euro All-Star Game (1997–1999 – nie wystąpił w 1997)
  - ligi włoskiej (1994, 1996)
  - ACB (1997, 1998, 2003)
  - ligi greckiej (2000–2002)

### Reprezentacja
Drużynowe
- Mistrz:
  - świata (1998, 2002)
  - Europy (1995, 1997, 2001)
  - turnieju Diamond Ball (2004)
- Wicemistrz:
  - olimpijski (1996)
  - Diamond Ball (2000)
- Brązowy medalista mistrzostw Europy (1999)
- Uczestnik:
  - igrzysk olimpijskich (1996, 2000 – 6. miejsce, 2004 – 11. miejsce)
  - Eurobasketu (1995, 1997, 1999, 2001, 2005 – 9. miejsce)
  - mistrzostw świata (1998, 2002)
  - mistrzostw Europy U–18 (1990 – 5. miejsce)
  - mistrzostw świata U–19 (1991 – 4. miejsce)

Indywidualne
- MVP mistrzostw świata:
  - 1998
  - U–19 (1991)
- Zaliczony do składów najlepszych zawodników:
  - mistrzostw świata:
    - 1998, 2002
    - U–19 (1991)
- Lider Eurobasketu w skuteczności rzutów z gry (1999 – 60,3%)[3]